# Al Sarrantonio
Al Sarrantonio (* 25. Mai 1952 in New York City; † 28. Januar 2025) war ein US-amerikanischer Science-Fiction- und Horror-Schriftsteller, -Redakteur und -Herausgeber, der über 50 Romane und 90 Kurzgeschichten veröffentlicht hat. Darüber hinaus war er an mehreren Anthologien beteiligt und schrieb eine Anzahl an Essays.

## Biografie
Sarrantonio wurde in New York City geboren und wuchs auf Long Island auf. Er war italienischer und schottisch-irischer Abstammung. Er begann seine Karriere im Alter von 16 Jahren mit einem Sachbeitrag in einer der Veröffentlichungen des Herausgebers Ray Palmer. Er schloss sein Studium mit einem Bachelor of Arts in englischer Literatur des Manhattan College ab. 1974 war er Teilnehmer des Clarion Science Fiction Writers’ Workshop.
Ab 1976 arbeitete er Sarrantonio als Redakteur bei einem großen New Yorker Verlag. Seine erste Kurzgeschichte, Ahead of the Joneses erschien 1979 in Isaac Asimovs Science-Fiction-Magazin. 1980 veröffentlichte er 14 Kurzgeschichten. Er gab seine Verlagsstelle auf und wurde freier Schriftsteller. 1982 begann er die Arbeit an seinem ersten Roman The Worms. Es folgten Campbell Wood, Totentanz und The Boy with Penny Eyes. Mit Erzählungen wie Pumpkin Head, The Man With Legs, Father Dear, Wish und Richard's Head, die alle in seiner ersten Sammlung Toybox (1999) erschienen, etablierte er sich als Horroautor. Richard's Head brachte ihm seine erste Nominierung für den Bram Stoker Award.
Bekannt ist Sarrantonio durch den Orangefield-Zyklus, eine Romanserie, die in der fiktiven Stadt Orangefield spielt. Weitere Horror-Romane sind Moonbane, October, House Haunted und Skeletons. Er hat auch Western, Mystery, und Science Fiction geschrieben, namentlich die von Edgar Rice Burroughs John Carter vom Mars-Zyklus inspirierte Trilogie Masters of Mars.
Sarrantonio war Buchkritiker für das Magazin Night Cry, den kurzlebigen Ableger des Twilight Zone Magazine, und  Kritiker und Kolumnist bei diversen Zeitschriften.

## Auszeichnungen
- 1999: Bram Stoker Award[1] (Beste Anthologie) – 999: New Stories of Horror and Suspense
- 2011: Audie Award[2] (Short Stories/Collections) – Stories (mit Neil Gaiman)
- 2010: Shirley Jackson Award[3] (Beste Anthologie) – Stories (mit Neil Gaiman)

## Bibliografie

### Romane

#### The Orangefield Cycle
- Orangefield, Cemetery Dance Publications 2002, ISBN 1-58767-064-X
- Hallows Eve, Leisure Books 2004, ISBN 0-8439-5175-3
- Horrorween, Leisure Books 2004, ISBN 0-8439-5639-9
- Halloweenland, Leisure Books 2007, ISBN 978-0-8439-5927-7

#### Masters of Mars
- Haydn of Mars, Ace Books 2005, ISBN 0-441-01236-1
- Sebastian of Mars, Ace Books 2005, ISBN 0-441-01337-6
- Queen of Mars, Ace Books 2006, ISBN 0-441-01411-9

#### Jack Paine
- Cold Night, Tor 1989, ISBN 0-312-93147-6
- Summer Cool, Walker & Co. 1993, ISBN 0-8027-3235-6

#### Five Worlds
- Exile, Roc / New American Library 1996, ISBN 0-451-45521-5
- Journey, Roc / New American Library 1997, ISBN 0-451-45591-6
- Return, Roc / New American Library 1998, ISBN 0-451-45623-8

#### Weitere Romane
- The Worms, Doubleday 1985, ISBN 0-385-19030-1
- Totentanz, Tor 1985, ISBN 0-812-52558-2
- Campbell Wood, Doubleday 1986, ISBN 0-385-19458-7
- The Boy With Penny Eyes, Tor 1987, ISBN 0-812-52560-4
- Moonbane, Bantam Spectra 1989, ISBN 0-553-28186-0
- October, Bantam Spectra 1990, ISBN 0-553-28630-7
- House Haunted, Bantam Books 1991, ISBN 0-553-29146-7
- West Texas, M. Evans and Company 1991, ISBN 0-87131-637-4
- Skeletons, Bantam Falcon 1992, ISBN 0-553-29754-6
- Kitt Peak, M. Evans and Company 1993, ISBN 0-87131-656-0
- Babylon 5: Personal Agendas, Boxtree 1997, ISBN 0-7522-2344-5
- Underground, Cemetery Dance Publications 2015, ISBN 978-1-58767-333-7

### Storysammlungen
- Toybox, Cemetery Dance Publications 1999, ISBN 1-881475-81-6
- Hornets and Others, Cemetery Dance Publications 2004, ISBN 1-58767-098-4
- A Little Yellow Book of Fevered Stories, Borderlands Press 2007, ISBN 1-880325-57-8
- Halloween and Other Seasons, Cemetery Dance Publications 2008, ISBN 978-1-58767-183-8

### Herausgegebene Anthologien
- The National Lampoon Treasury of Humor, Fireside Books / Simon & Schuster 1987, ISBN 0-671-63283-3
- The Fireside Treasury of New Humor, Fireside Books / Simon & Schuster 1989, ISBN 0-671-67303-3
- The National Lampoon Treasury of Humor, Fireside Books / Simon & Schuster 1991, ISBN  0-671-70833-3
- 100 Hair-Raising Little Horror Stories, Barnes & Noble Books 1993, ISBN 1-56619-056-8 (mit Martin H. Greenberg)
- 999: New Stories of Horror and Suspense, Hill House Publishers & Cemetery Dance Publications 1999, ISBN 1-881475-97-2
  - 999: Festmahl des Grauens, Heyne 2001, ISBN 3-453-17753-3
- Redshift: Extreme Visions of Speculative Fiction, Roc / New American Library 2001, ISBN 0-451-45859-1
- Flights: Extreme Visions of Fantasy, Roc / New American Library 2004, ISBN 0-451-45977-6
- Halloween: New Poems, Cemetery Dance Publications 2010, ISBN 978-1-58767-205-7
- Stories: All-New Tales, William Morrow / HarperCollins 2010, ISBN 978-0-06-123092-9 (mit Neil Gaiman)
- Portents, Flying Fox Publishers 2011, ISBN 978-0-9829410-0-3